# Королівський австралійський військово-морський флот
Королівський австралійський військово-морський флот (англ. Royal Australian Navy) — один з видів збройних сил Австралії.
Королівський австралійський військово-морський флот створено у 1901 році з військово-морських сил Співдружності, що були невеликими об'єднаними колоніальними морськими силами сполученими у федеративну державу штатів. До початку Другої світової війни основну роль із захисту Австралійського Союзу, Нової Зеландії та інших тихоокеанських країн і територій Британської Співдружності відігравав Королівський військово-морський флот.

## Бойовий склад
| Бойові кораблі Королівського військово-морського флоту станом на 2009 рік | Бойові кораблі Королівського військово-морського флоту станом на 2009 рік | Бойові кораблі Королівського військово-морського флоту станом на 2009 рік | Бойові кораблі Королівського військово-морського флоту станом на 2009 рік | Бойові кораблі Королівського військово-морського флоту станом на 2009 рік |
| Тип                                                                       | Клас                                                                      | Чисельність                                                               | Рік надходження                                                           | Примітки                                                                  |
| ------------------------------------------------------------------------- | ------------------------------------------------------------------------- | ------------------------------------------------------------------------- | ------------------------------------------------------------------------- | ------------------------------------------------------------------------- |
| Тип «Анзак»                                                               | фрегати УРО                                                               | 8                                                                         | 1996—2006                                                                 |                                                                           |
| Тип «Аделаида»                                                            | фрегати УРО                                                               | 4                                                                         | 1983—1993                                                                 |                                                                           |
| Тип «Коллінз»                                                             | підводні човни                                                            | 6                                                                         | 1996—2003                                                                 |                                                                           |
| Тип «Армідейл»                                                            | патрульні катери                                                          | 14                                                                        | 2005—2008                                                                 |                                                                           |
| Тип «Хуон»                                                                | мінно-пошукові кораблі                                                    | 6                                                                         | 1999—2003                                                                 |                                                                           |
| Тип «Канімбла»                                                            | десантні вертольотоносці                                                  | 2                                                                         | 1971                                                                      | пройшли глибоку модернізацію у 1994                                       |
| «Тобрук»                                                                  | десантний корабель                                                        | 1                                                                         | 1981                                                                      |                                                                           |
| Тип «Балікпапан»                                                          | десантні кораблі                                                          | 6                                                                         | 1971—1974                                                                 |                                                                           |